# Wiktor Sawinkow
Wiktor Wiktorowicz Sawinkow, ros. Виктор Викторович Савинков (ur. 6 grudnia 1886 r. w Warszawie, zm. 5 czerwca 1954 r. w Bandol) – rosyjski dziennikarz i artysta – malarz, emigracyjny działacz polityczny i artystyczny, publicysta, działacz masoński

## Życiorys
Był bratem Borisa W. Sawinkowa. Od 1910 r. zajmował się dziennikarstwem i malarstwem. Na wystawach „Bubnowyj walet” i „Wystawkie żywopisi 1915 g.” były pokazywane jego obrazy z martwą naturą, pejzaże i rysunki. W 1916 r. ukończył konstantynowską szkołę artyleryjską w Piotrogradzie, po czym służył jako oficer w Moskwie. Pod koniec 1917 r. przystąpił do nowo formowanych wojsk Białych. Służył w Wolnej Dywizji Partyzanckiej w ramach Armii Dońskiej. W poł. marca 1920 r. został wzięty do niewoli bolszewickiej. Wstąpił do wojsk bolszewickich. Służył na Froncie Zachodnim, gdzie zdezerterował do Polaków. Służył w oddziałach gen. Stanisława Bułak-Bałachowicza. W 1921 r. stanął na czele Biura Informacyjnego Rosyjskiego Komitetu Politycznego (Ewakuacyjnego), którym kierował jego brat B. W. Sawinkow. Koordynował działalność wywiadowczo-dywersyjną skierowaną przeciwko Rosji Sowieckiej. W październiku 1921 r. wraz z innymi przywódcami białej emigracji rosyjskiej został wydalony z Polski do Czechosłowacji. Zamieszkał w Pradze. Wchodził tam w skład miejscowych struktur Ludowego Związku Obrony Ojczyzny i Wolności. W późniejszym okresie został członkiem Stowarzyszenia Filozoficznego. W 1923 r. przeniósł się do Paryża, gdzie zrezygnował z działalności politycznej. Zaangażował się w działalność masonerii. Od końca lat 20. występował z odczytami artystycznymi w Turgieniewskim Stowarzyszeniu Artystycznym i Unii Społeczno-Filozoficznej. Pisał artykuły do pisma „Czisła.